# 马来西亚的贪腐
马来西亚的贪腐（英語：Corruption in Malaysia）介绍马来西亚的贪污情况。根据国际透明组织大马分会公布的《2022年贪污印象指数》，马来西亚在满分为100分的得分中仅获得47分，在180个国家里排名第61。2010年代至今著名的一个马来西亚发展有限公司丑闻（1MDB）被认为是全球最大的贪污案件，涉及第六任首相纳吉·阿都拉萨。

## 类型
1. 政治腐败：涉及政府官员、政治领袖或公职人员的贪污行为，包括贿赂、滥用职权和非法政治融资。原因包括制度性问题、不透明的政府运作以及权力滥用等。此外，选举过程中也被指控涉及选民舞弊、资金滥用和政治操控，这些都损害选举的公正性。
2. 经济腐败：涉及商业和经济领域的贪污，包括行业内的非法交易、受贿行为和虚假合同。
3. 公共部门腐败：涉及公共服务领域的贪污，如教育、医疗和基础设施项目中的贪污行为。
4. 金融腐败：涉及金融机构、银行或相关部门的贪污，可能包括洗钱、贿赂和其他不法金融交易。
5. 土地和房地产腐败：涉及土地管理、城市规划和房地产交易的不当行为，可能导致非法获利和资源浪费。

## 纳吉时代的腐败（2009-2018）

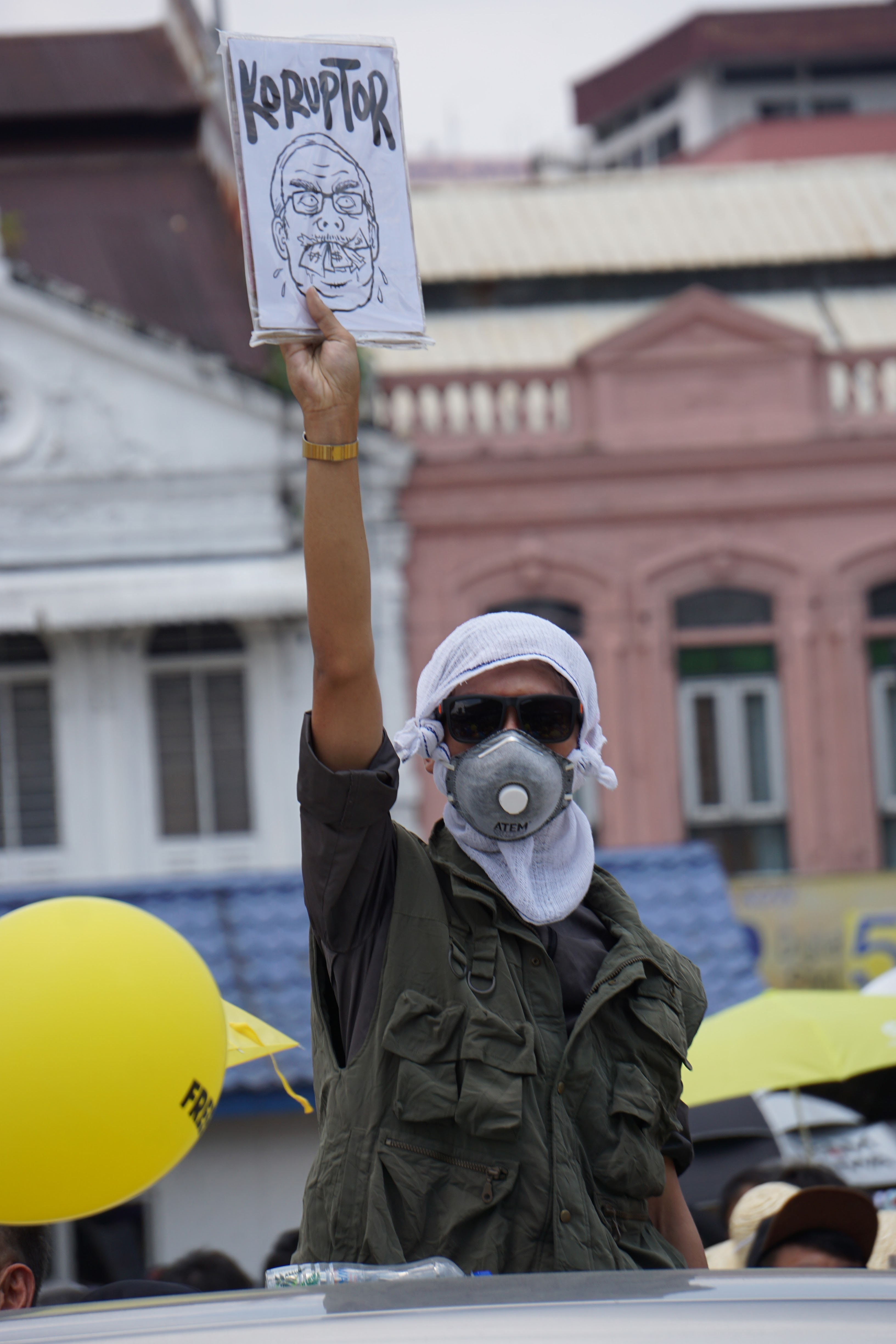
2015年净选盟4.0集会中，示威者举出知名画家法米·惹札刻画纳吉“吃钱”的图

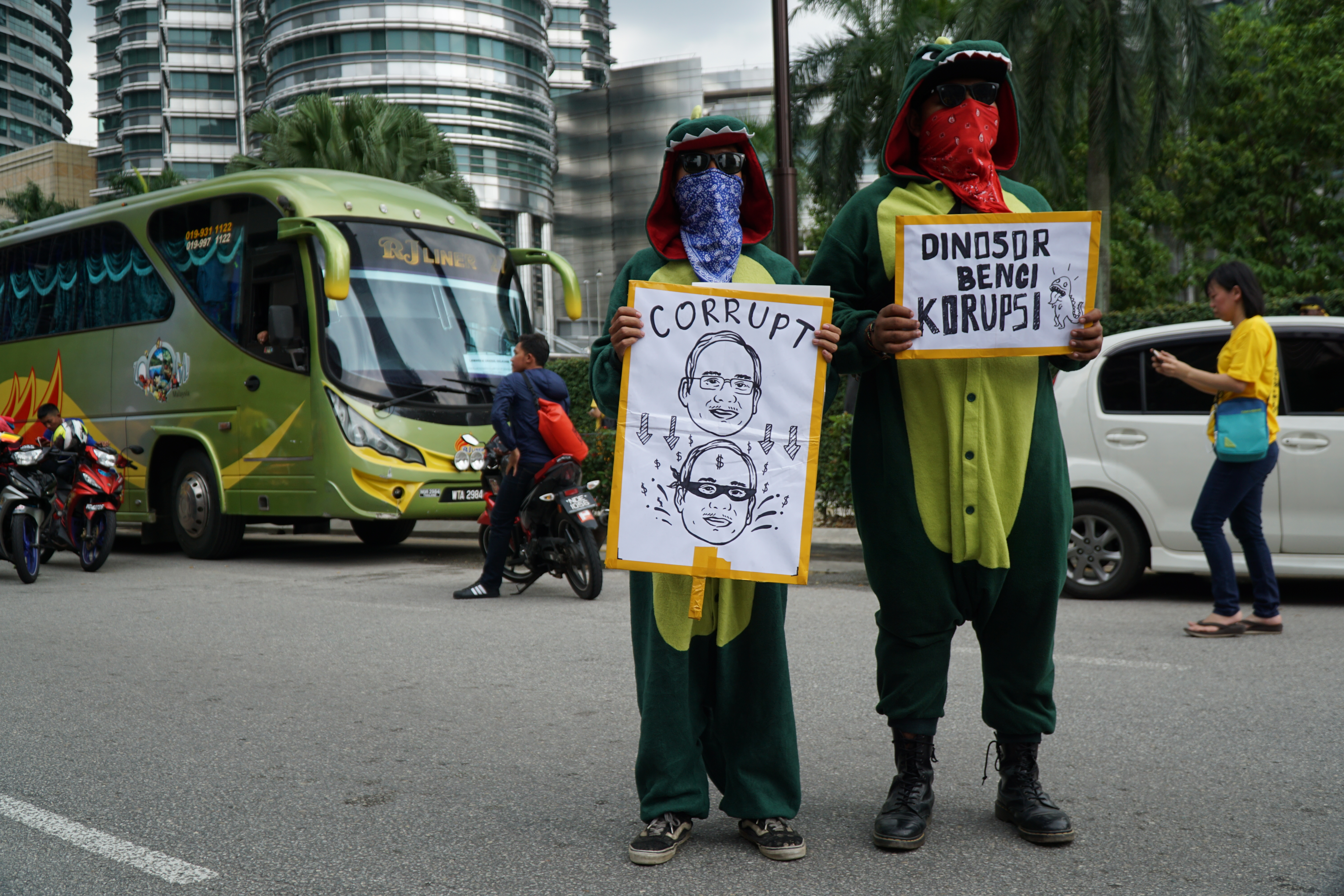
2016年净选盟5.0集会中，示威者将纳吉刻画成小偷

第六任首相纳吉·阿都拉萨时代（2009-2018）发生了许多引人注目的贪污丑闻，其中包括一个马来西亚发展有限公司丑闻（1MDB）。一马公司于2009年由纳吉创立，旨在促进经济发展和吸引外国投资。2015年7月2日，美国《华尔街日报》报道称，1MDB有26亿令吉的资金流入纳吉的银行账户，引起了巨大舆论压力。总检察长阿都干尼·巴代展开调查，但被政府争议地解除职务。民运人士和公众多次游行，要求纳吉下台。反对纳吉者包括前首相马哈迪·莫哈末，马哈迪发动签署要求其辞职的《公民宣言》。许多印刷和在线媒体因报导该案被暂停或禁止出版。纳吉领导的政府在2018年大选失败。随后他被控多项有关一马公司的贪污及洗钱罪名，于2020年7月28日在其中的七项罪名成立，被判12年监禁和2亿1000万令吉。2022年8月23日终极上诉失败后正式入狱。截至目前纳吉仍然被关押在加影监狱。
在2015年至2016年期间，马来西亚反贪污委员会对沙巴州水务局内部滥用权力展开调查，导致两名高级官员被逮捕。在涉案官员的办公室和家中，检方没收了大量金石珠宝、手表、手袋、豪车及土地文件，同时在一次行动中共没收现金5,200万令吉。随后，没收总额逐步增至1.145亿令吉，成为马来西亚贪污史上最大的没收案。调查显示，资金流向澳大利亚和新西兰，还涉及外国银行账户和土地所有权。嫌疑人据称挪用了60%联邦政府拨付的国家资金，用于供水工程。
2018年5月大选和纳吉下台后，警方大规模出动，搜查数个跟纳吉有关的住宅，包括位于大使花园（Taman Duta）的独立式洋房住家。后来在位于柏威年豪华公寓内，搜出总值约上亿令吉的现款、金条、名表、名贵包包及其它财物。公正党实权领袖安华·依布拉欣认为，警方查出的财富恐超越菲律宾前独裁总统费迪南德·马科斯夫妇。6月27日，警方公布从纳吉家搜查出的现金、珠宝等物品价值合计约为11亿令吉。在纳吉时代，他与夫人罗斯玛·曼梳因购买众多奢侈品而备受争议。
2018年6月，《砂拉越报告》曝光了纳吉时代的砂拉越乡区学校太阳能板工程弊案，该案也牵涉纳吉本人。报道揭示，纳吉在2017年1月未经招标程序，直接将12亿5000万令吉的太阳能项目合同授予一家非专业太阳能公司。纳吉夫人罗斯玛·曼梳因涉嫌收受贿赂而被提控。2022年9月1日，罗斯玛因此案被判10年监禁和罚款9亿7000万令吉。此外，罗斯玛另外一起涉及12项洗钱指控，金额为709万7750令吉，以及5项未向内陆税务局申报收入指控的案件于2024年12月19日获高庭批准无罪释放，引起民间批评以及关于此事会否削弱公众对刑事司法系统信任的担忧。
纳吉时代另一个弊案“濒海战舰丑闻”曝光于2022年，牵涉到政府在濒海战舰采购方面的问题。根据2022年8月4日公共账目委员会向国会提交的调查报告，时任巫统主席阿末扎希在纳吉时代担任国防部长期间，被指控忽视海军需求，并在承包商游说下改变濒海战舰的设计，金额高达90亿令吉。前海军司令阿都阿兹曾多次致函抗议，但未获回应。前大马皇家海军司令阿末南利后来因涉及濒海战舰丑闻被控3项刑事失信罪，款额达2亿1080万令吉。一些人将此丑闻与之前的1MDB案相提并论。
在他执政九年里，一系列贪污频发和反贪不力，导致马来西亚在国际名誉受损；2011年透明国际研究报告排名结果显示，马来西亚的排名从2010年的第56名下降到第60名，只得了4.3分，这也是自2009年纳吉出任首相以来连续第三次下降（在评分制度下，10分是“清白”，0分是“严重腐败”）；2015年7月29日，《时代》杂志网站刊登一篇题为《5大理由为什么奥巴马应该远离大马首相纳吉》的文章，其中理由包括一马公司丑闻；2016年4月8日，《华盛顿邮报》在一篇社论再督促时任美国总统贝拉克·奥巴马与纳吉断交，并细数纳吉的丑闻，包括26亿门、一马公司案、纳吉家庭的奢华生活，以及纳吉政府镇压异议的事件；2018年3月，一马公司丑闻登上美国MSNBC电视台的政论节目《蕾秋玛多秀》（The Rachel Maddow Show），主持人蕾秋玛多批评纳吉涉及“天大偷窃案”。
在纳吉于2020年被定罪后，默迪卡民调中心指有61%的受访者同意高庭的裁决，另外18%则表示不同意。其中57%的巫裔认同裁决，华裔和印裔则分别有高达74%和63%受访者认同对纳吉的裁决。贪污和实施消费税等其他民生问题还导致纳吉执政期间民调多次下降，尤其是2017年12月到2018年4月，国阵政府的支持从41.1%下降到18.1%，而马来选民的调查中纳吉的支持率只有19.4%。他的政府也因此在后来的5月9日大选中惨败。

## 政府的反贪
马来西亚反贪污委员会作为一个机构，负责打击贪污和滥用职权。然而，该机构被认为执法不力，并且存在政治干预。在纳吉担任首相期间，政府曾被指控阻碍对一马公司丑闻的独立调查。
2018年6月8日，时任首相马哈迪·莫哈末宣布成立国家施政、诚信和反贪中心（GIACC），由反贪会前主席阿布卡欣领导，专责评估、监督、协调反贪和廉政事务，并直接向首相报告。
2019年1月29日，马哈迪推出了为期5年的“2019-2023年国家反贪蓝图”（NACP），由GIACC负责草拟。该蓝图旨在加强政府施政，构建廉正的国家形象，涵盖政治、公共行政、执法、司法、立法和企业管理等六大主要防贪领域。马哈迪表示，这一蓝图的制定旨在表明政府将严肃追究过去涉贪者的责任，并向未来的涉贪者采取更为严厉的行动。
2020年10月30日，时任交通部长魏家祥推动2020至2025年反贪计划（OACP），以检测和预防任何与交通部及旗下机构，以及与其他利益相关者有关的任何形式的贪腐、滥权、舞弊和其他可能的不当行为，以及加强员工的诚信和问责制，专注于提升服务与传递系统的品质，以实践交通部对推行《2019年至2023年国家反贪蓝图（NACP）》的承诺。
2022年9月19日，时任首相依斯迈沙比里宣布，内阁反贪特别委员会议决，所有司法人员及官联公司执行长都须向反贪会申报财产。

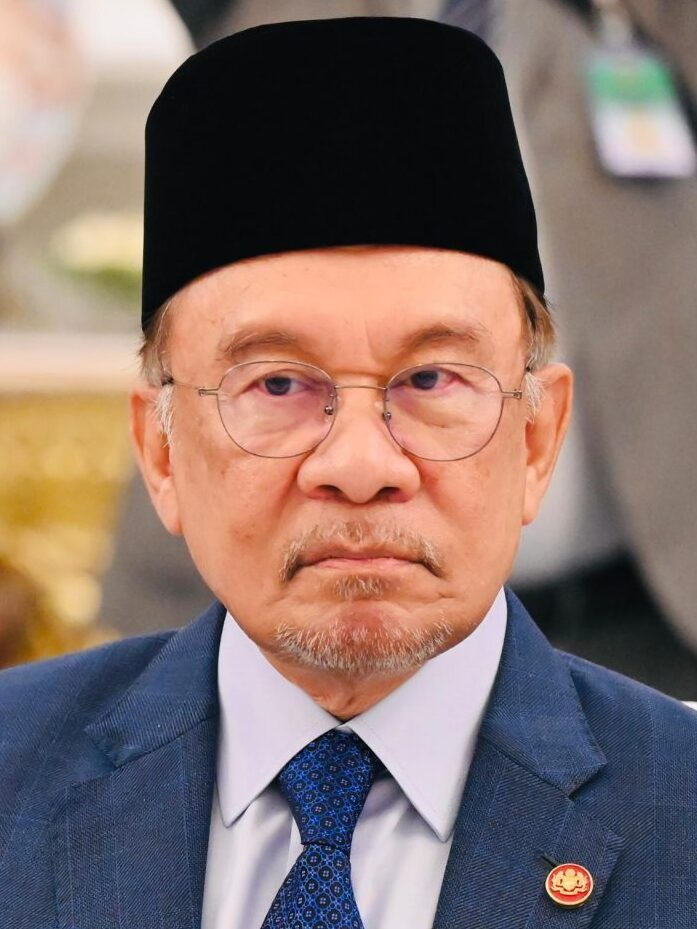
第十任（现任）首相安华曾因高举清廉与反贪腐口号上台。但在执政后，他委任的副首相阿末扎希所涉及逾40项的贪污指控案件也同时被总检察署撤销，对因清廉口号支持希盟的支持者大失所望

自2022年11月上任以来，由安华·依布拉欣领导的政府因多名原被控贪污、滥权或洗钱等罪名的知名人士，通过总检察署撤控或放弃上诉而摆脱官司，而受到舆论批评，外界认为这影响了政府打击贪腐的公信力。因反贪受到质疑，后来非政府组织举行了2025年人民讨厌贪污集会、2025年人民讨厌贪污2.0集会。
2025年2月，根据透明国际组织公布的《2024年全球贪污印象指数》，马来西亚在2024年全球贪污印象指数排名中维持不变，连续第2年排名第57位，在满分100分中获得50分。报告显示，马来西亚得分和排名停滞不前的原因包括多起重大案件获判“获释但不等同无罪”（DNAA）；联邦法院对重大案件做出定罪判决后，案件获得减刑和降低罚款；体制改革进展缓慢等。